# Beck
Beck Hansen (tên khai sinh Bek David Campbell; sinh ngày 8 tháng 7 năm 1970), được biết đến bởi nghệ danh là Beck, là một ca sĩ-nhạc sĩ, nhà sản xuất, và nhạc công đa nhạc cụ người Mỹ. Anh trở nên nổi tiếng trong thập niên 1990 với phong cách thử nghiệm âm thanh lo-fi, và anh trở nên nổi tiếng với việc tạo ảnh nghệ thuật âm nhạc theo một loạt phong cách khác nhau. Các tác phẩm ghi âm sau này của anh bao gồm nhạc folk, funk, soul, hip hop, alternative rock, nhạc country, và nhạc ảo giác. Anh đã phát hành 12 album studio, cũng như một vài đĩa đơn phi album và một cuốn sách nhạc.
Sinh ra tại Los Angeles vào năm 1970, Beck đã khám phá hip hop và nhạc folk ở tuổi thiếu niên của mình và bắt đầu biểu diễn ở địa phương tại các quán cà phê và các câu lạc bộ. Anh chuyển đến New York vào năm 1989 và đã tham gia vào phong trào chống dân gian nhỏ nhưng mãnh liệt của thành phố. Sau khi trở về quê hương của mình trong những năm đầu thập niên 1990, anh đã tạo bước đột phá duy nhất với ca khúc "Loser" của mình, trở thành một hit trên toàn thế giới trong năm 1994. Album đơn năm 1996 Odelay của anh đã đứng đầu trong các cuộc thăm dò và phê bình, giành được nhiều giải thưởng.
Tháng 2 năm 2015, album Morning Phase của Beck giành giải Album của năm tại Giải Grammy lần thứ 57.

## Đĩa nhạc

### Album phòng thu
- Golden Feelings (1993)
- Stereopathetic Soulmanure (1994)
- Mellow Gold (1994)
- One Foot in the Grave (1994)
- Odelay (1996)
- Mutations (1998)
- Midnite Vultures (1999)
- Sea Change (2002)
- Guero (2005)
- The Information (2006)
- Modern Guilt (2008)
- Morning Phase (2014)
- Colors (2017)
- Hyperspace (2019)